# Saint-Aubin-de-Médoc
Saint-Aubin-de-Médoc – miejscowość i gmina we Francji, w regionie Nowa Akwitania, w departamencie Żyronda.
Według danych na rok 1990 gminę zamieszkiwały 4332 osoby, a gęstość zaludnienia wynosiła 125 osób/km². Wśród 2290 gmin Akwitanii Saint-Aubin-de-Médoc plasuje się na 93. miejscu pod względem liczby ludności, natomiast pod względem powierzchni na miejscu 226.